# Covers (Placebo)
Covers è un album di cover del gruppo musicale britannico Placebo, pubblicato il 22 settembre 2003.

## Descrizione
Il disco contiene dieci brani originariamente interpretati da artisti vari. La sua pubblicazione originaria è avvenuta nel solo formato CD, venendo accompagnata da una versione digitale nel 2007 (caratterizzata da una copertina differente) e una vinile nel 2010. L'edizione CD commercializzata in Europa si caratterizza per la presenza di cinque bonus track composte dal gruppo e pubblicate in precedenza come b-side dei loro singoli.
Per il brano Running Up That Hill, originariamente di Kate Bush, è stato realizzato un video musicale ufficiale nel 2006, in promozione dell'edizione statunitense del quinto album di inediti del gruppo, Meds.

## Tracce
1. Running Up That Hill – 4:57 (Kate Bush) – originariamente di Kate Bush
2. Where Is My Mind? – 3:44 (Black Francis) – originariamente dei Pixies
3. Bigmouth Strikes Again – 3:54 (Johnny Marr, Morrissey) – originariamente dei The Smiths
4. Johnny and Mary – 3:25 (Robert Palmer) – originariamente di Robert Palmer
5. 20th Century Boy – 4:39 (Marc Bolan) – originariamente dei T. Rex
6. The Ballad of Melody Nelson – 3:58 (Serge Gainsbourg, Jean-Claude Vannier) – originariamente di Serge Gainsbourg
7. Holocaust – 4:27 (Alex Chilton) – originariamente dei Big Star
8. I Feel You – 6:26 (Martin Gore) – originariamente dei Depeche Mode
9. Daddy Cool – 3:21 (Frank Farian, George Reyam) – originariamente dei Boney M.
10. Jackie – 2:48 (Sinéad O'Connor) – originariamente di Sinéad O'Connor

## Formazione
- Brian Molko - voce, chitarra
- Stefan Olsdal - basso, chitarra, cori
- Steve Hewitt - batteria